# Castanea pumila
Castanea pumila (L.) Mill. 1768 è una pianta appartenente alla famiglia delle  Fagaceae ed originaria del Nord America.

## Descrizione
C. pumila è un alberello di 3–8 m o più spesso un arbusto, piuttosto polimorfo, in alcuni ambienti assume addirittura un aspetto strisciante.
Le foglie sono quasi ellittiche o lanceolate, verde chiaro sulla pagina superiore, più pallide e ricoperte di una fine peluria sulla pagina inferiore.

Ogni foglia è lunga 7–15 cm e larga 3–5 cm, con nervature secondarie quasi parallele tra loro che terminano in piccoli denti sul margine fogliare.

I fiori sono unisessuali, e portati su amenti eretti, lunghi 10–15 cm.

I fiori maschili sono presenti su tutti gli amenti, quelli femminili solo alla base di alcuni amenti.

Il frutto è una noce racchiusa in una cupola spinosa e gialla di 2–3 cm di diametro.
Ogni cupola contiene una sola noce, caratteristica questa che accomuna questa pianta ad altre 3 specie di castagno : 2 americane Castanea alnifolia e Castanea ozarkensis e una cinese Castanea henryi.
La noce è di colore marrone scuro lucido, ovale, edule e molto dolce.

I giovani rami sono tomentosi.
La corteccia è molto ruvida, profondamente solcata, di colore rosso-bruno o grigio-bruno.

## Distribuzione e habitat
C. pumila è originaria degli Stati Uniti d'America orientali, dal New Jersey alla Florida centrale, ad ovest fino in Texas e al Missouri.
Si trova su suoli ben drenati ed esposti al sole, spesso rocciosi, in associazione con Quercus e Carya.

## Usi
I Nativi americani utilizzano le foglie per preparare un infuso per alleviare le cefalee e per abbassare la febbre.

Quasi tutte le parti della pianta sono ricche in tannini.

Il legno è compatto e durevole e viene utilizzato per farne staccionate o come legna da ardere, ma la pianta cresce troppo poco per poterne ricavare grandi quantità.
La capacità di questa specie di emettere numerosi polloni radicali in caso di cancro corticale è interessante per la possibilità di ibridare questa specie con piante più suscettibili come il castagno americano.